# Sven-Roald Nystø
Sven-Roald Nystø, född 30 september 1956, är en norsk lulesamisk politiker från Hellmobotn i dåvarande Tysfjords kommun (nuvarande Hamarøy kommun) i Nordland fylke.
Sven-Roald Nystø utbildade sig till statsvetare på Universitetet i Tromsø. Han var talman i Sametinget i två perioder, från 1997 till 2005. Han representerade Norske Samers Riksforbund. Han var därefter vice talman under Ole Henrik Magga.

## Fotnoter
1. 1 2  läs online, snl.no .[källa från Wikidata]
2. ↑  Ailis revansj (på norskt bokmål), 29 oktober 2021, läs online, läst: 21 oktober 2024.[källa från Wikidata]